# Мария от Източна Фризия
Мария от Източна Фризия (на немски: Maria (Marie) von Ostfriesland; на западнофризийски език: Maria fan East-Fryslân; * 1 януари 1582; † 9 юли 1616, Даненберг) от фамилията Кирксена, е графиня от Източна Фризия и чрез женитба княгиня на Люнебург и Даненберг на Елба (1614 – 1616).

## Живот
Тя е най-малката дъщеря на граф Едзард II от Източна Фризия (1532 – 1599) и съпругата му принцеса Катарина Васа (1539 – 1610), дъщеря на шведския крал Густав I Васа.
Мария се омъжва на 1 септември 1614 г. в Даненберг за княз Юлиус Ернст фон Брауншвайг-Даненберг (1571 – 1636) от род Велфи, най-големият син на княз Хайнрих фон Брауншвайг-Даненберг (1533 – 1598) и Урсула фон Саксония-Лауенбург (1545 – 1620).
Тя умира при раждане на 9 юли 1616 г. на 34 години в Даненберг. През 1617 г. Юлиус Ернст се жени втори път за принцеса Сибила фон Брауншвайг-Люнебург (1584 – 1652).

## Деца
Мария и Юлиус Ернст имат две деца:
- Зигизмунд Хайнрих (* 30 август 1614; † 1 ноември 1614)
- Мария Катарина (* 9 юли 1616; † 1 юли 1665), омъжена на 15 февруари 1635 г. в Шверин за херцог и княз Адолф Фридрих I фон Мекленбург-Шверин (1588 – 1658)